# Niamh Parsons

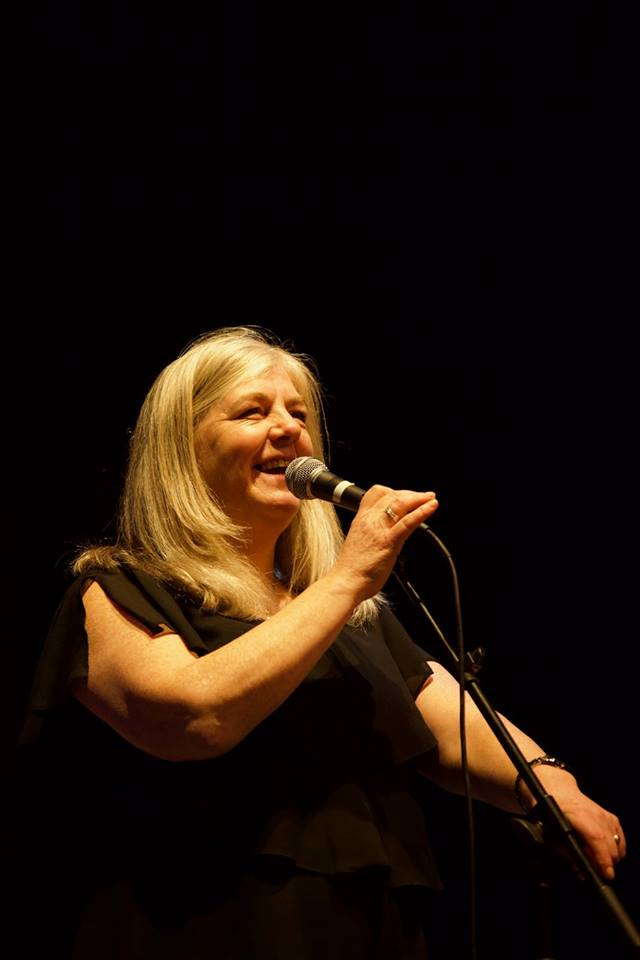
Niamh Parsons in Dublin

Niamh Parsons is een Ierse zangeres die in Dublin, Ierland is opgegroeid in een muzikale familie waar haar vader ook veel van zingen hield. Om inspiratie op te doen voor haar songs probeerde zij materiaal te vinden in de Traditional Music Archives in Dublin, terwijl zij haar notities deelde met haar vrienden en andere zangers. Niamhs carrière begon met The Loose Connections, een band met muzikanten uit Belfast, die zij met songwriter en bass-player Dee Moore heeft opgericht. Later deed zij mee aan de door Johnny McDonagh geformeerde band Arcady voor de opname van de cd Many happy Returns. 
Hierna ging zij in 1999 over op een sololoopbaan en vormde een koppel met de gitarist Graham Dunne en toerde met hem rond.

## Discografie
- The Old Simplicity - 2006
- Niamh Parsons & Graham Dunne - Live At Fylde Folk Festival - 2005
- Heart's Desire - 2002
- In My Prime - 2000
- Blackbirds & Thrushes - 1999
- Celtic Love Songs - 1998
- Holding Up Half the Sky - 1997
- Loosen Up - 1997
- Her Infinite Variety - 1997
- A Celtic Tapestry II - 1997
- A Celtic Tapestry - 1996
- Loosely Connected - 1995
- Many Happy Returns - 1995

Gastoptredens
- Sarah McQuaid - When 2 Lovers meet
- John Hicks - Chasing the Bear
- Trees are Life